# 葉雲龍
葉雲龍，PDSM，香港警務人員。現任香港警務處副處長（行動）。
年幼在公共屋邨區長大，大學未畢業即獲警方錄取，1991年加入皇家香港警務處為督察。2014年晉升高級警司。2020年晉為為警務處助理處長（刑事）。
2025年，接替周一鳴，獲委任警務處副處長（行動）。